# Hypoestes poissonii
Hypoestes poissonii är en akantusväxtart som beskrevs av Raymond Benoist. Hypoestes poissonii ingår i släktet Hypoestes och familjen akantusväxter. Utöver nominatformen finns också underarten H. p. vestita.